# Sesimbra
Sesimbra (ejtsd: sɨ'zĩbɾɐ) város Portugáliában, Lisszabontól közúton kb. 35 km-re délre. 
Lakossága 49 ezer fő volt 2011-ben.
A város a lisszaboniak körében népszerű üdülőhely, amelyet a Serra de Arrábida hegyvonulat véd az északi széltől. A környező dombokon gombaként szaporodnak a nyaralók, a város kávézóiban és bárjaiban pedig télen-nyáron sok a vendég. 

## Történelem
Eredeti, kelta neve: Cempsibriga. Rómaiak, majd mórok is éltek itt. 1165-ben I. Alfonz Henrik foglalta el, majd 1236-ban II. Sancho portugál király  hódította meg az erősen védett kikötőt.
A felfedezések korában fontos tengeri kikötővé vált. I. Mánuel portugál király is élt itt egy ideig.
A település fölött még ma is áll a mór erőd. A 18. században felújították és egy templommal, valamint egy virágos temetővel toldották meg.

## Fő látnivalók
- Az erőd (Castelo) és onnan a kilátás
- Espichel-fok (Cabo Espichel)
- A tengerpart
- Arrábida Nemzeti Park

## Galéria

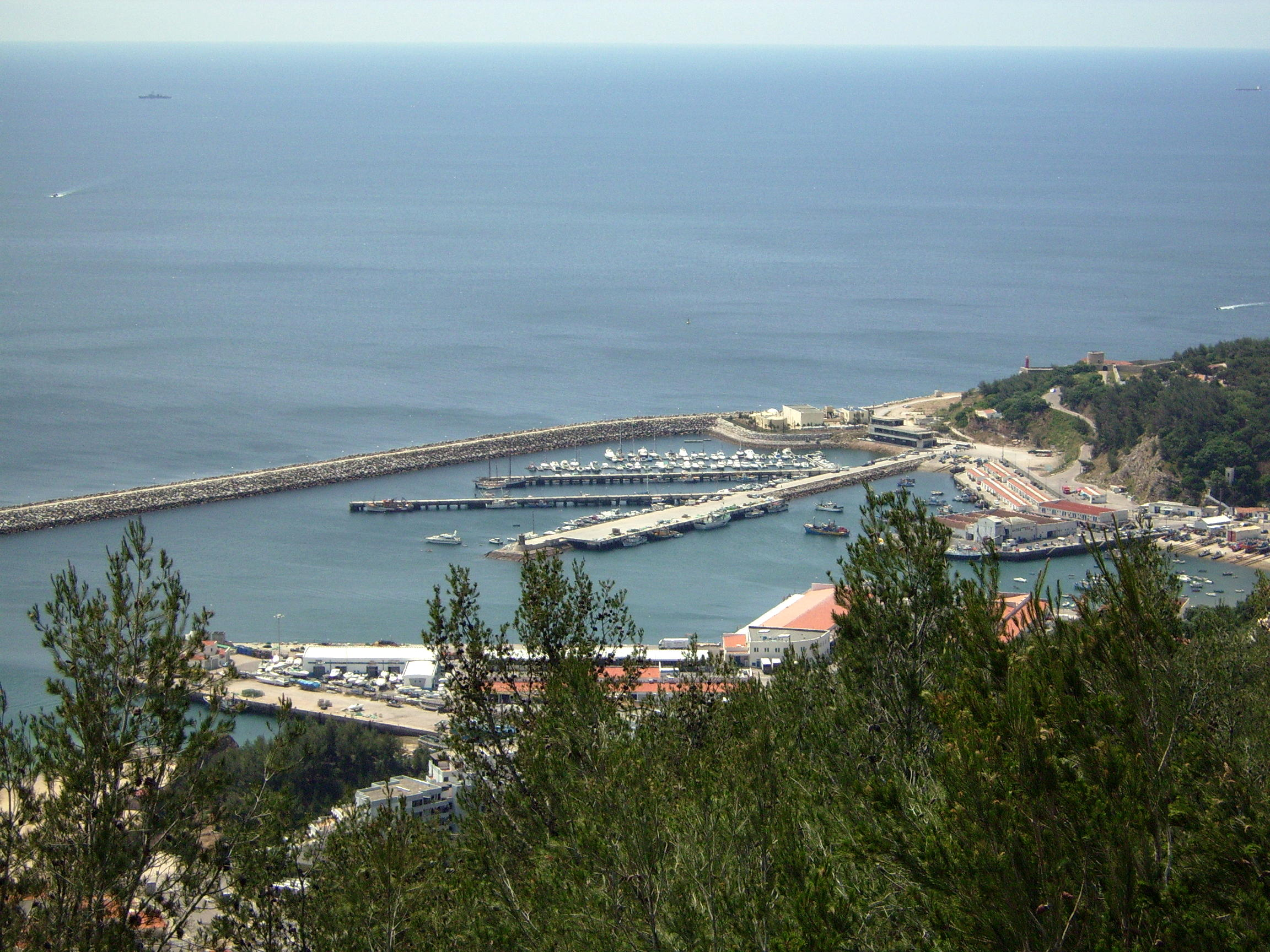
Kikötő
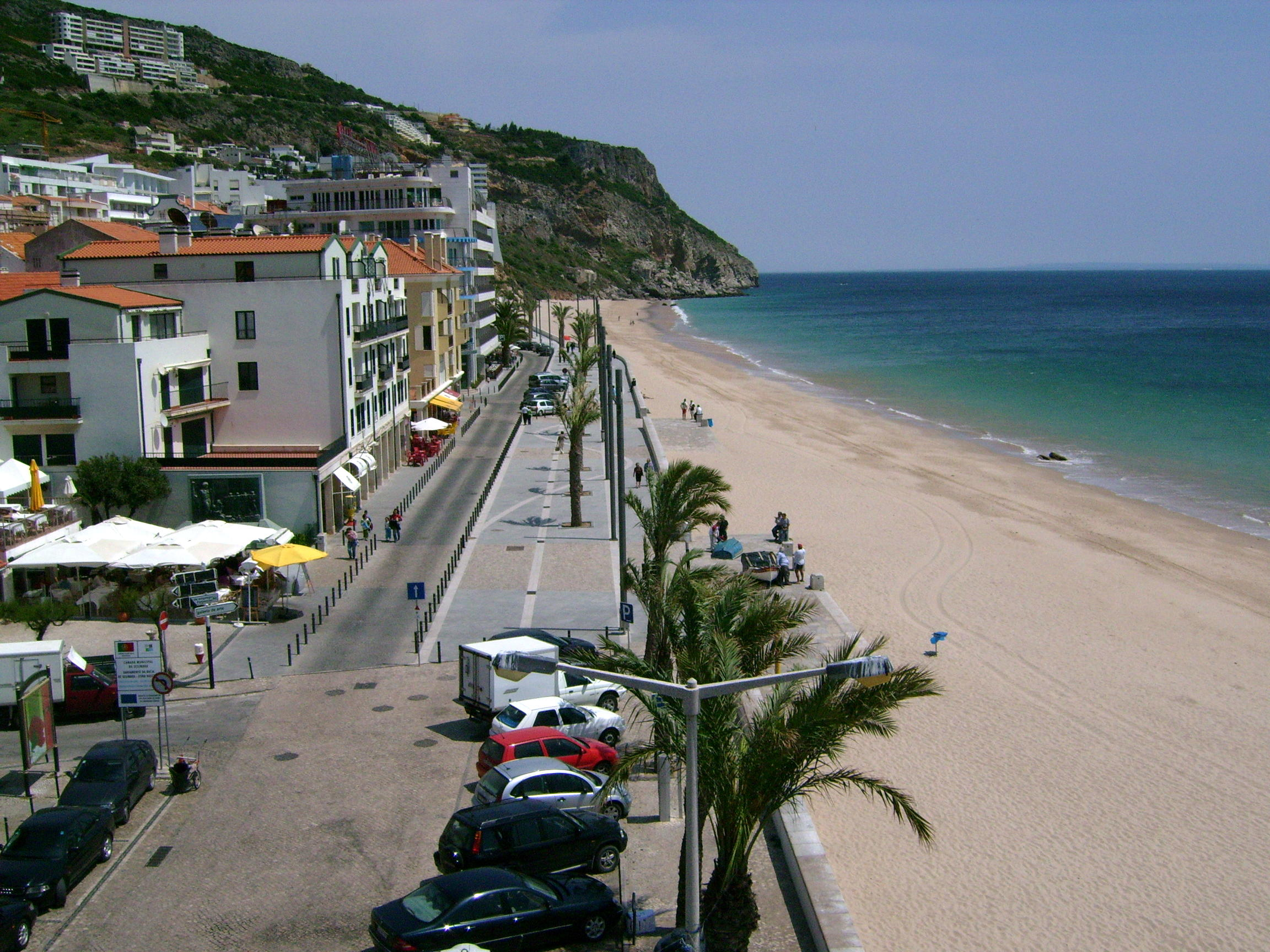
Tengerpart
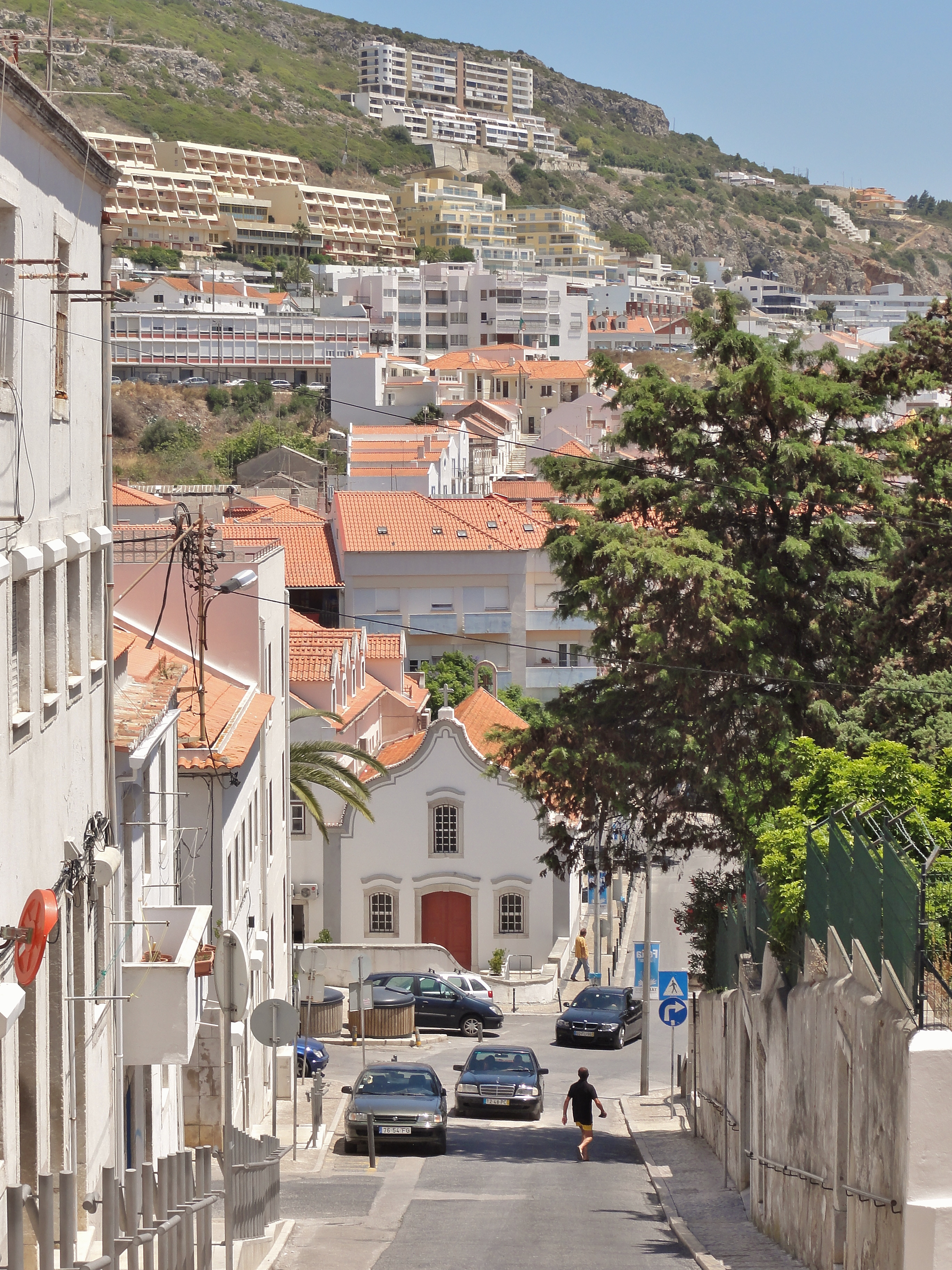
Rua Almirante Sande Vasconcelos
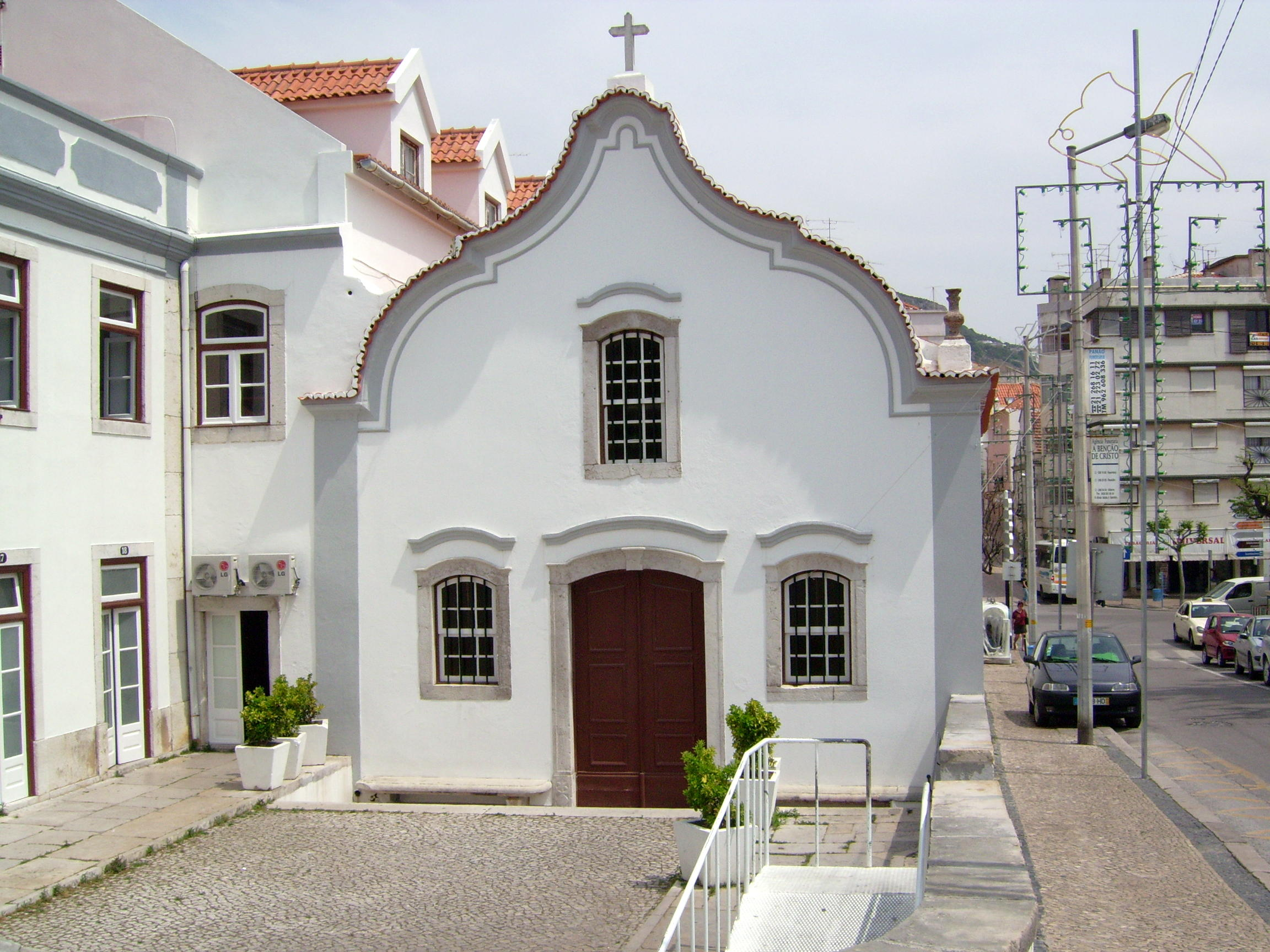
Capela da Santa Casa da Misericórdia de Sesimbra
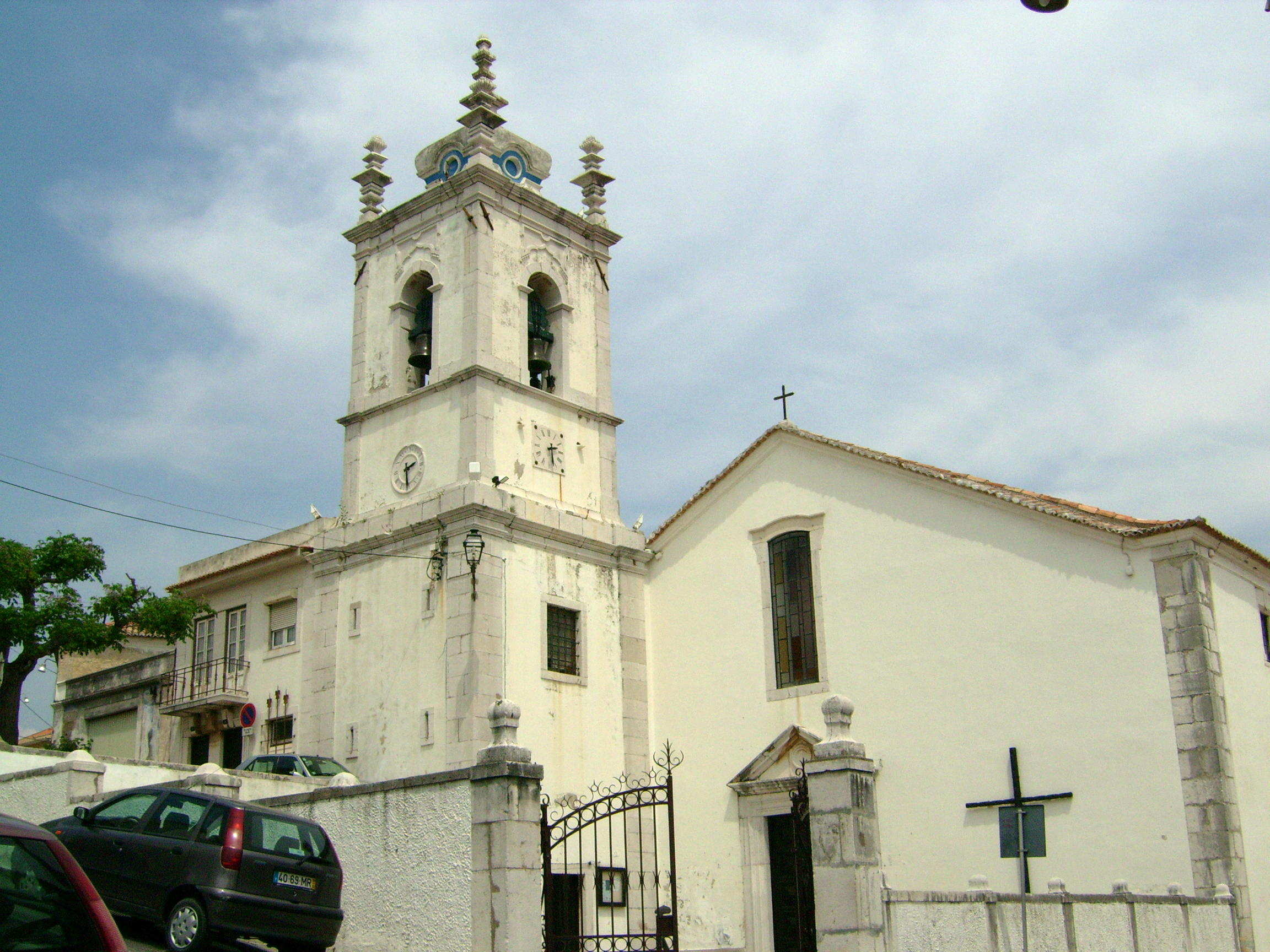
Igreja Matriz de Santiago
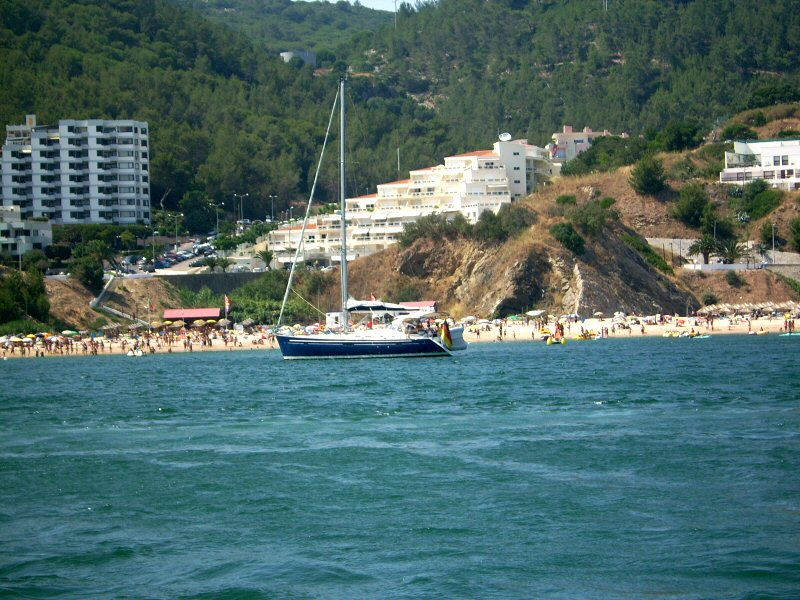
Tengerpart (Praia de Sesimbra)
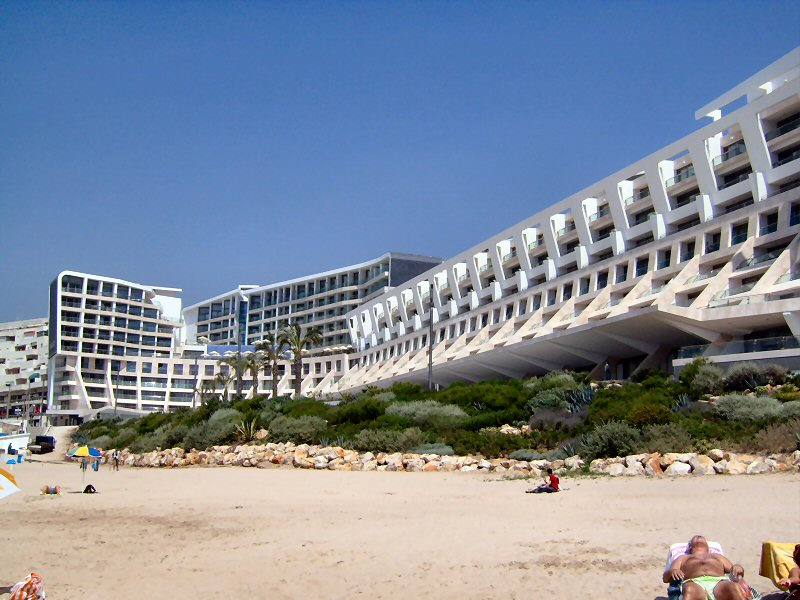
Praia de Califórnia
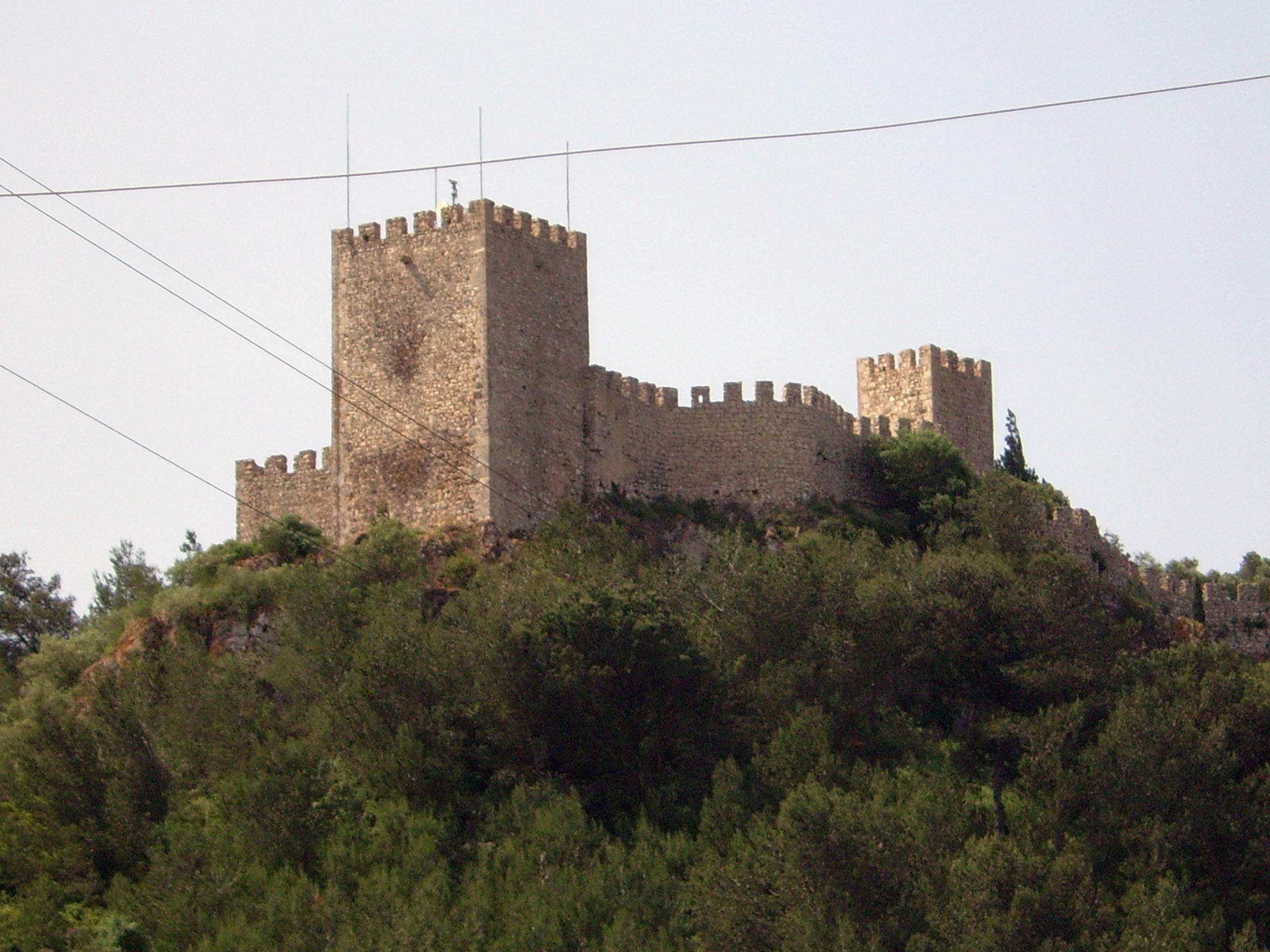
Castelo (mór erőd)
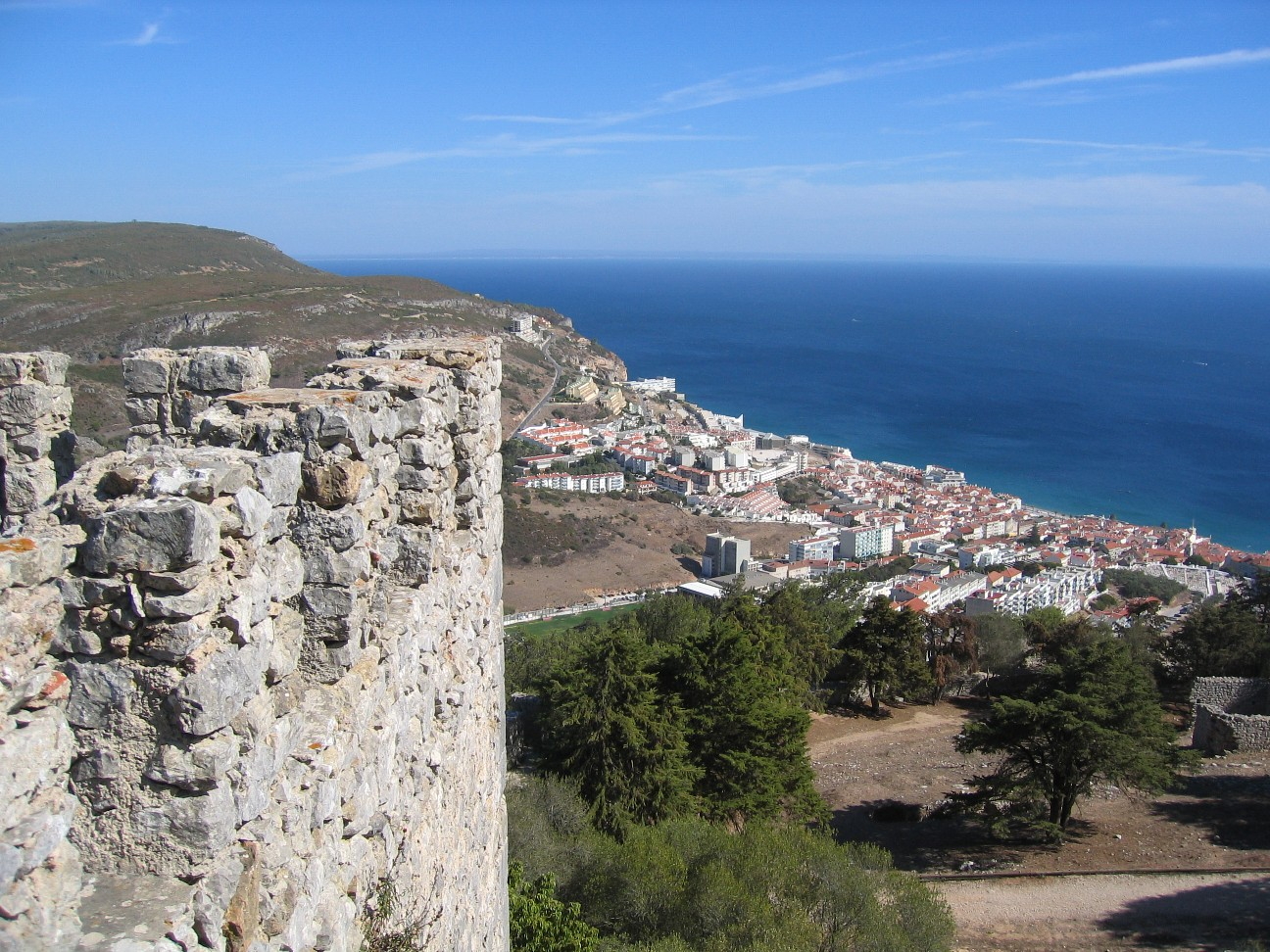
Kilátás az erődből